# Kilia
Kilia ou Chilia (en ukrainien : Кілія ; en russe : Килия ; en roumain : Chilia Nouă soit « nouvelle Chilia ») est une ville industrielle et portuaire de l'oblast d'Odessa, en Ukraine, et le centre administratif du raïon de Kilia. Sa population s'élevait à 19 000 habitants.

## Géographie

### Situation
Kilia est un port du sud-est de l'Ukraine, dans la région bessarabienne du Boudjak. Elle est limitrophe du delta du Danube. Le bras danubien de Chilia la sépare du village roumain de Chilia Veche (soit « ancienne Chilia », en ukrainien : Стара-Кілія), qui a donné son nom à ce défluent du Danube.
La ville est située à 97 km à l'est de Galați, à 161 km au sud-ouest d'Odessa et à 563 km au sud-sud-ouest de Kiev.

## Histoire

### Origine

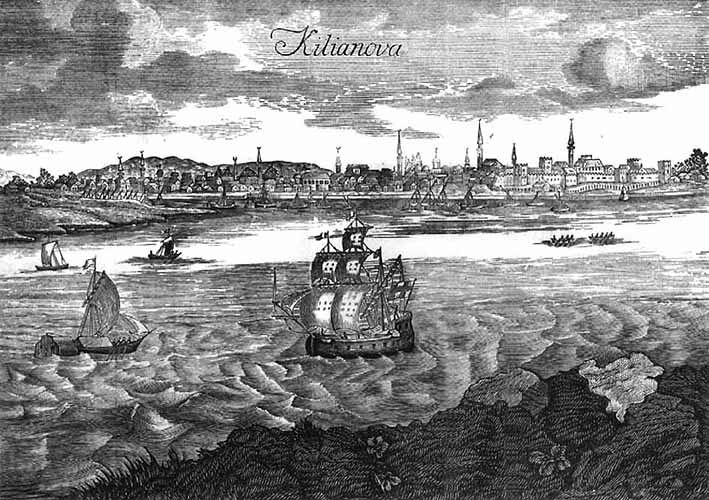
Chilia Noua au XVe siècle.

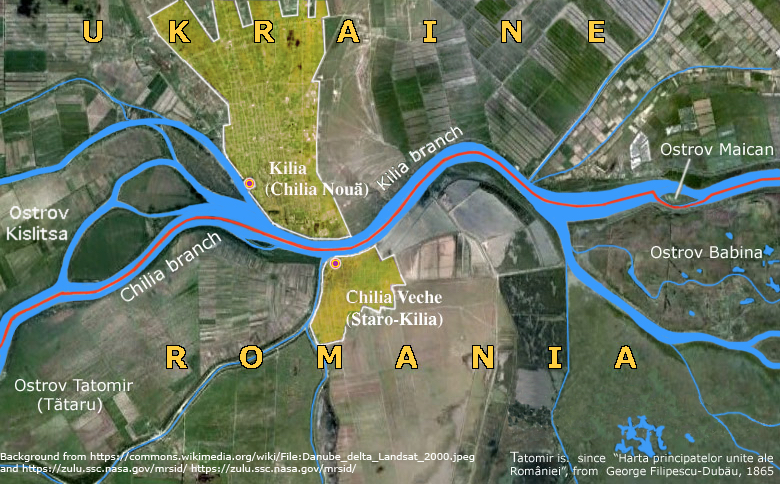
Kilia et Chilia Veche vues de satellite.

Sur la rive sud du bras de Chilia, Chilia Veche ou « ancienne Chilia » s'élève un peu à l'ouest des ruines d'un port à grains de l'Empire byzantin nommé Lykostomo (en grec : « l'embouchure des loups »). L'étymologie de Kilia/Chilia vient de kellia (« greniers », en grec). Le nom est mentionné pour la première fois en 1241 dans l'ouvrage du chroniqueur persan Rashid al-Din.
À partir de 1315, Licostomo devient un comptoir et une forteresse de la république de Gênes qui en possède alors de nombreux autres sur le bas-Danube et tout autour de la mer Noire, d'où elle importe grains, peaux, bois, épices et soieries (la route de la soie aboutit à la mer Noire). Le despotat de Dobrogée s'en empare en 1366. Sur la rive nord, en face de Chilia Veche, les Tatars (jusqu'en 1328) puis la principauté de Valachie (jusqu'en 1418) et enfin celle de Moldavie (de 1418 à 1484) commercent par des quais en bois auprès desquels s'élèvent entrepôts, habitations, églises et chantiers de charpenterie navale qui, à l'époque moldave, sous le règne Étienne le Grand finissent par être dénommés Chilia Nouă (« nouvelle Chilia », en ukrainien Kilia). L'Empire ottoman ayant pris et détruit l'ancienne Chilia en 1422, Chilia Nouă prend de l'essor mais est à son tour conquise par les Ottomans en 1484. Les Turcs la nomment Kilia et la gardent jusqu'en 1790, date où elle est prise par le général russe Goudovitch.

### XIXesiècle
Rendue aux Ottomans, elle est finalement annexée par l'Empire russe en 1812, mais n'est plus alors que l'ombre d'elle-même, avec moins de 3 000 habitants.
Après avoir été bombardée par la flotte franco-britannique en juillet 1854, pendant la guerre de Crimée, Chilia Nouă est récupérée par la principauté de Moldavie au traité de Paris. En 1859, l'union entre Moldavie et Valachie forme la Roumanie. En 1878, Chilia Nouă est transférée à nouveau à la Russie avec le Boudjak.

### XXesiècle
Entre 1918 et 1940, elle revient à la Roumanie, puis est occupée par l'Union soviétique et rattachée en 1940 à la République socialiste soviétique d'Ukraine, après avoir été brièvement reprise par la Roumanie de 1941 à 1944, pendant la Seconde Guerre mondiale.
Sous le régime soviétique, Kilia s'industrialise, devient un grand port et sa population initialement très bigarrée s'homogénéise : il ne reste que des Russes (en partie Lipovènes), des Ukrainiens et quelques rares roumanophones comptés comme Moldaves ou comme Roumains. En 1991, Kilia reste à l'Ukraine après la dislocation de l'Union soviétique. La Roumanie comme la république de Moldavie ont abandonné toute revendication sur cette région.

## Population
Recensements (*) ou estimations de la population :
| 1959*  | 1970*  | 1979*  | 1989*  | 2001*  | 2012   |
| ------ | ------ | ------ | ------ | ------ | ------ |
| 20 304 | 24 276 | 25 055 | 25 754 | 22 594 | 20 755 |

| 2013   | 2014   | 2015   | 2016   | 2017   | 2018   |
| ------ | ------ | ------ | ------ | ------ | ------ |
| 20 606 | 20 449 | 20 311 | 20 060 | 19 897 | 19 847 |

## Personnalités liées à Kilia
- Théodore (Fédor) Chvedov, physicien et mathématicien russe (1840-1905).
- Emilian Bukov (en) (1909-1994), écrivain et poète soviétique et moldave.
- Jacob Botoshansky (1895-1964), écrivain argentin.
- Vadym Prystaïko, diplomate et politicien.
- Valeria Faure-Munteanu (née en 1984), femme politique française.